# La Femme la plus riche du monde (film, 1934)
Pour les articles homonymes, voir La Femme la plus riche du monde.
Pour plus de détails, voir Fiche technique et Distribution.
La Femme la plus riche du monde (The Richest Girl in the World) est un film américain réalisé par William A. Seiter, sorti en 1934.

## Synopsis
Dorothy Hunter est une riche héritière. Elle se méfie des hommes qui la courtisent, ne sachant jamais s'ils s'intéressent à sa personne ou à sa fortune. Afin de savoir ce qu'il en est, elle décide d'échanger sa place avec Sylvia Lockwood, sa secrétaire : Dorothy devient Sylvia la secrétaire et Sylvia devient Dorothy l'héritière.

## Fiche technique
- Titre : La Femme la plus riche du monde
- Titre original : The Richest Girl in the World
- Réalisation : William A. Seiter
- Scénario et histoire : Norman Krasna
- Production : Pandro S. Berman
- Société de production : RKO Radio Pictures
- Musique : Max Steiner (non crédité - musiques d'archive)
- Photographie : Nicholas Musuraca
- Montage : George Crone
- Direction artistique : Charles M. Kirk et Van Nest Polglase
- Pays de production : États-Unis
- Langue : anglais
- Format : Noir et blanc - 35 mm - 1,37:1 - Son : Mono (RCA Victor System)
- Genre : Comédie romantique
- Durée : 76 minutes
- Dates de sortie :
  - États-Unis : 21 septembre 1934
  - France : 1er février 1935

## Distribution
- Miriam Hopkins : Dorothy Hunter
- Joel McCrea :  Anthony « Tony » Travers
- Fay Wray : Sylvia Lockwood
- Henry Stephenson : Jonathan « John » Connors
- Reginald Denny : Phillip Lockwood
- Beryl Mercer : Marie, la domestique de Dorothy
- George Meeker : Donald
- Wade Boteler : Jim Franey
- Herbert Bunston : Dean Cavandish, administrateur en chef
- Burr McIntosh : David Preston
- Edgar Norton : Binkley, le majordome de Dorothy
- Harry Bowen : Pinky
- William Burress : l'éditeur de Haley
- Edward Cooper : Jones, le majordome
- William Gould : le second administrateur
- Fred Howard : Haley, un journaliste
- Olaf Hytten : un domestique
- Selmer Jackson : Dr. Harvey
- Mike Lally : l'homme dans le couloir
- Harold Miller, Buddy Roosevelt, Dick Gordon, Bess Flowers, Dale Van Sickel, Brooks Benedict : des invités
- Charles Coleman
- John Marshall